# Adelqui Cornaglia
Adelqui Mario Cornaglia (Bell Ville, Provincia de Córdoba, Argentina; 17 de marzo de 1960) es un exfutbolista argentino. Jugaba como mediocampista central y su primer equipo fue Rosario Central. Su último club antes de retirarse fue Unión de Santa Fe.

## Trayectoria
Su debut con la casaca auriazul fue el 25 de marzo de 1981, en un encuentro ante River Plate, válido por el Metropolitano y que finalizó 2-2 en Buenos Aires. Participó en gran parte de dicho campeonato, en el que anotó su primer gol, ante Instituto de Córdoba por la fecha 30 (igualdad 2-2). En 1984 descendió a Segunda, pero al año siguiente logró el retorno a Primera.

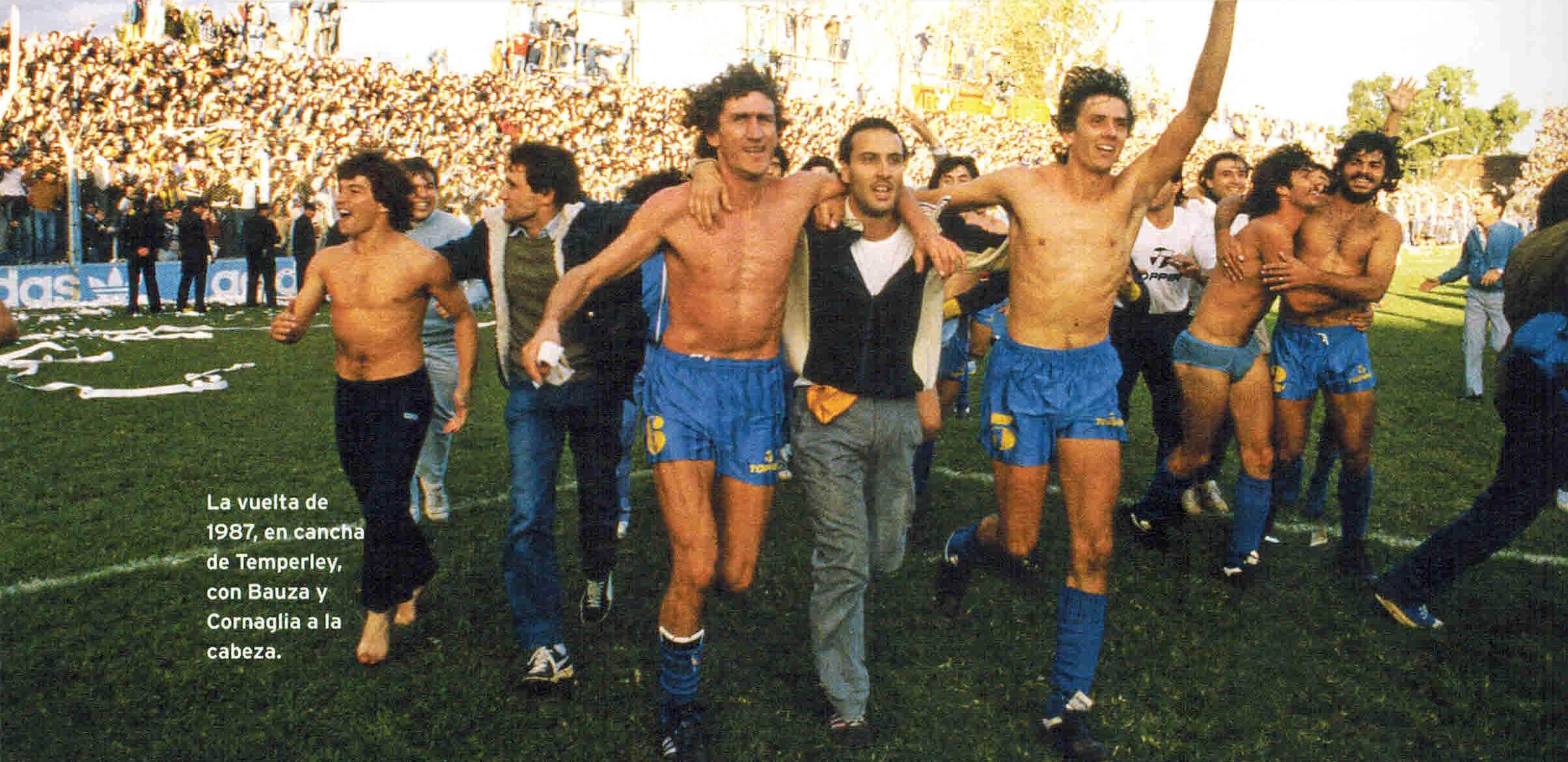
Cornaglia y Bauza dando la vuelta olímpica con Central, el 2 de mayo de 1987.

Durante los primeros meses de 1986 (por la adecuación de los campeonatos de AFA y hasta que Central volviera a competir en el Torneo de Primera de la temporada 1986-87) estuvo a préstamo en Platense para no perder ritmo futbolístico. Jugó 11 encuentros para el Calamar. 
Una vez regresado al club de Arroyito para disputar el Campeonato 1986/87, se coronó campeón de Primera, siendo el volante central titular del equipo auriazul en ese torneo logrado (disputó 33 partidos y marcó 3 goles). Se mantuvo jugando la mayoría de los partidos de su equipo hasta finalizar la temporada 1990/91.
Fue cedido a préstamo a Unión de Santa Fe, equipo con el que disputó 9 encuentros por el Apertura 1991. Retornado su pase a Central, el club decidió dejarlo libre, tras lo cual Cornaglia se retiró de la actividad profesional, habiendo vestido la casaca canalla en 269 ocasiones y marcado 12 goles.

## Clubes
| Club              | País      | Año       |
| ----------------- | --------- | --------- |
| Rosario Central   | Argentina | 1981-1985 |
| Platense          | Argentina | 1986      |
| Rosario Central   | Argentina | 1986-1991 |
| Unión de Santa Fe | Argentina | 1991      |

## Palmarés
| Título             | Club                  | País      | Año     |
| ------------------ | --------------------- | --------- | ------- |
| Primera División B | C. A. Rosario Central | Argentina | 1985    |
| Primera División   | C. A. Rosario Central | Argentina | 1986-87 |